# ديفيد برنارد (موزع)
ديفيد برنارد (بالإنجليزية: David Bernard)‏ هو موزع أمريكي، ولد في 1964.

## وصلات خارجية
- ديفيد برنارد على موقع ميوزك برينز (الإنجليزية)
- ديفيد برنارد على موقع أول ميوزيك (الإنجليزية)
- ديفيد برنارد على موقع ديسكوغز (الإنجليزية)